# Drzewostan dojrzały

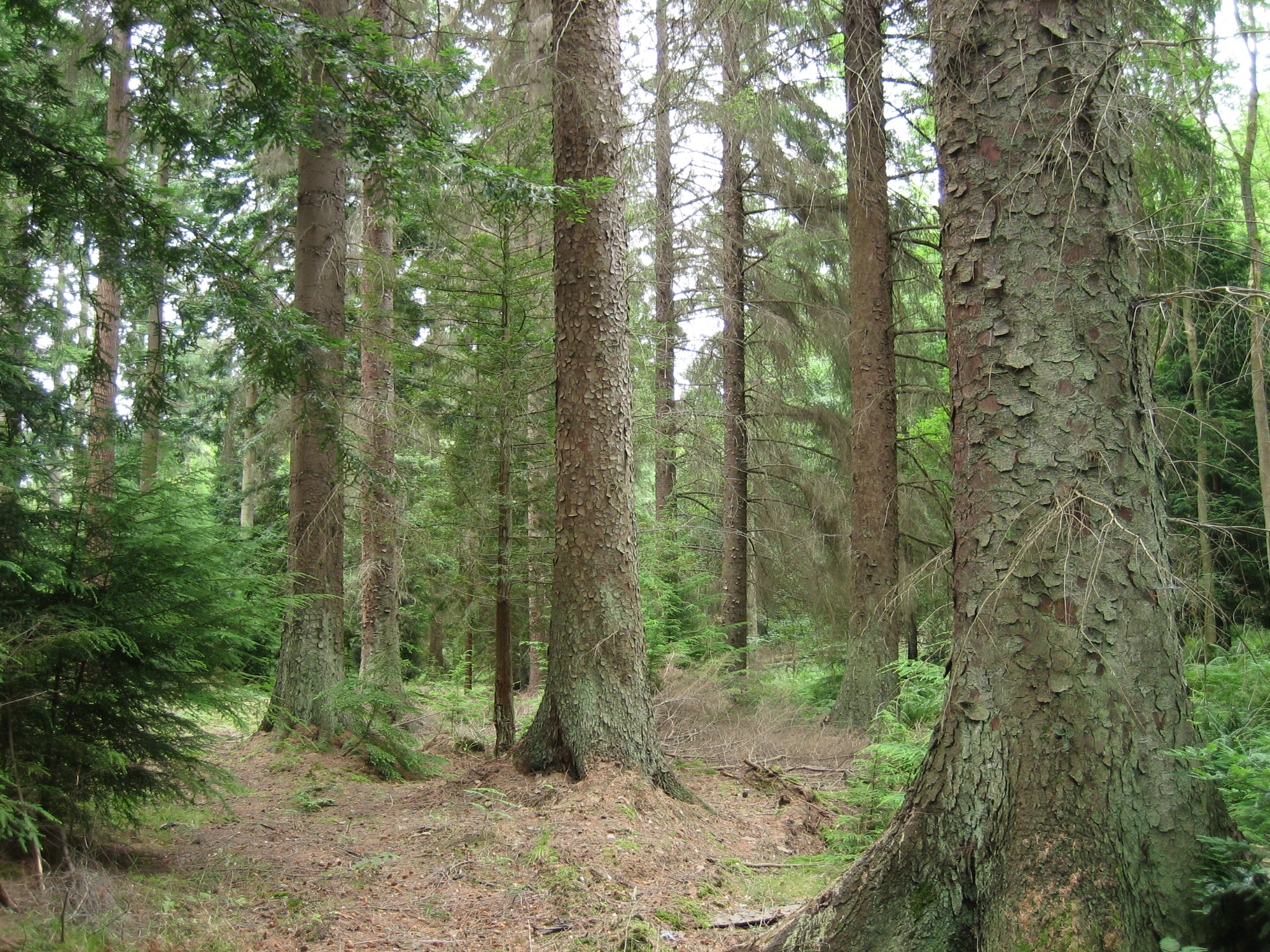
Drzewostan dojrzały – las świerkowy

Drzewostan dojrzały – faza rozwoju drzewostanu  następująca po drzewostanie dojrzewającym obejmująca pokolenie drzew gatunków lasotwórczych. Faza drzewostanu dojrzałego obejmuje lata życia drzewostanu od  80 do 100 lat. W tym okresie następuje kulminacja przyrostu miąższości, w lasach użytkowanych gospodarczo następuje faza wyrębu.